# Sort boks
Den sorte boks er en populær betegnelse for et af de vigtigere værktøjer til at opklare flystyrt med. Den sorte boks er i virkeligheden orange, for at man nemmere kan finde dem blandt vragdele – og der er to forskellige:
- en Flight Data Recoder (FDR), der registrerer en mængde parametre: Flyvehastighed, flyvehøjde, kurs, flyets hældning/krængning m.m. i et længere tidsrum inden styrtet (typisk et døgn). Der er mindst 28 væsentlige parametre, der skal optages, og visse recordere kan klare op til 300, men så er der også medtaget detaljer fra bl.a. flap- og slat-indstillinger, autopilot og røgalarmer.
- en Cockpit Voice Recorder (CVR), der optager al kommunikation mellem piloterne indbyrdes eller med flyvekontroltjenesten (ATC). Ligeledes optages cockpittets lyde via en eller flere mikrofoner fastmonteret i panelerne. Det er for at give en efterforskning mulighed for at høre eventuelle akustiske advarsler fra avionics (for eksempel stall warnings), piloters kommentarer og udbrud, ja selv motorlyd, lyden fra understel og anden støj, der kan give et fingerpeg om, hvad der forårsagede styrtet. Typisk rummer en CVR optagelser fra den sidste halve time.

For at disse sorte bokse skal overleve et flystyrt, er de normalt placeret i halesektionen af flyet, men de skal også overholde nogle strenge fysiske krav. Blandt andet skal de kunne modstå en deceleration på 3.400 G, en temperatur på 1.100 grader celsius i en halv time og en vanddybde på 20.000 fod (ca. 6.100 m). De er udstyret med en lille radiosender, der afgiver et svagt signal, der bruges til at spore boksen blandt vragrester. De er også forsynede med en ultralyd-pinger som letter lokalisering af dem under vandet. Disse signaler udsendes i 30 dage.
Tidligere blev informationerne optaget på uendelige stålbånd, men efterhånden er de udskiftet til halvlederhukommelse.
Der er krav om sorte bokse i civile fly med maksimal startvægt over 5.700 kg.  Typiske almenfly med en startvægt omkring 1.000 kg omfattes således ikke af kravet. En civil helikopter derimod skal udrustes med tilsvarende systemer hvis den højeste tilladte startvægt overstiger 3.175 kg. Oplysningerne som helikopternes sorte bokse registrerer udskiller sig fra fastvingeflys på grund af helikopternes anderledes konstruktion.
Betegnelsen 'sort boks' kommer fra 'black box' indenfor elektronik, hvor det betegner et kredsløb eller system, hvor man i overordnede træk ved, hvad det laver, mens den detaljerede opbygning eller virkemåde er et lukket land.